# Jean Guizerix
Jean Guizerix (Parigi, 27 ottobre 1945) è un ex ballerino e coreografo francese.

## Biografia
Dopo aver studiato danza privatamente, nel 1964 è stato scritturato dal balletto dell'Opéra di Parigi. Cinque anni più tardi Roland Petit lo ha promosso a solista e in questa veste è stato il primo interprete di coreografie di Michel Caserta, Jacques Garnier, Patrick Frantz, Norbert Scmucki e Daini Kudo. Nel 1971 è stato promosso al rango di primo ballerino, mentre l'anno successivo è stato proclamato danseur étoile della compagnia.
Dal 1973 ha instaurato un proficuo sodalizio artistico con Merce Cunningham e ha ampliato il suo repertorio con coreografie di George Balanchine e Jerome Robbins. Nel 1974 ha danzato come partner di Rudol'f Nureev ne La Pavane d'un Maure di José Limón. Parallelamente all'attività da ballerino, Guizerix ha cominciato a creare coreografie originali: O Tod, Oarystis, Hélios, Comme un souffle, Oiseaux tristes, Ondine, Tristia, Histoire du soldier, So qu'il n' there is nothing changed, Grange, Mnémosyne, The Conjuration e Double je, per cui ha vinto il Carpeaux Prize nel 1985.
Dopo aver dato l'addio al balletto dell'Opéra di Parigi nel 1990, Jerome Robbins lo ha invitato a New York per danzare Watermill con il New York City Ballet nel 1992 e nel 1995. Nel 1994 ha coreografato Le ultime sette parole di Cristo e sempre nei primi anni novanta ha curato le coreografie di diverse opere per l'Opéra Bastille, tra cui Le nozze di Figaro, Idomeneo, Manon e La dama di picche. Dal 1990 al 1998 ha insegnato danza al Conservatoire national supérieur de musique et de danse de Paris e dal settembre 1998 al dicembre 2000 è stato maestro di balletto all'accademia di danza dell'Opéra di Parigi. Successivamente è stato consigliere sulla danza per il Ministero dell'educazione nazionale (2000) e poi direttore artistico del Centre chorégraphique national Roubaix - Hauts-de-France. Nel 2017 ha coreografato il musical Passion al Théâtre du Châtelet.
È stato sposato con la prima ballerina Wilfride Piollet dal 1971 alla morte della donna nel 2015.